# Уттвіль (Тургау)
Уттвіль (нім. Uttwil) — громада  в Швейцарії в кантоні Тургау, округ Арбон.

## Географія
Громада розташована на відстані близько 160 км на північний схід від Берна, 35 км на схід від Фрауенфельда.
Уттвіль має площу 4,4 км², з яких на 19,7% дозволяється будівництво (житлове та будівництво доріг), 49,7% використовуються в сільськогосподарських цілях, 29,5% зайнято лісами, 1,1% не є продуктивними (річки, льодовики або гори).

## Демографія
2019 року в громаді мешкало 1893 особи (+7,7% порівняно з 2010 роком), іноземців було 18,3%. Густота населення становила 435 осіб/км².
За віковим діапазоном населення розподілялося таким чином: 19,3% — особи молодші 20 років, 59,6% — особи у віці 20—64 років, 21% — особи у віці 65 років та старші. Було 827 помешкань (у середньому 2,3 особи в помешканні).
Із загальної кількості 342 працюючих 52 було зайнятих в первинному секторі, 36 — в обробній промисловості, 254 — в галузі послуг.